# Pyrrosia christii
Pyrrosia christii är en stensöteväxtart som först beskrevs av Karl Giesenhagen och som fick sitt nu gällande namn av Ren-Chang Ching.
Pyrrosia christii ingår i släktet Pyrrosia och familjen Polypodiaceae. Inga underarter finns listade i Catalogue of Life.